# Jagodzianka (rzeka)
Jagodzianka, Kanał Bielińskiego – niewielka rzeczka położona na Mazowszu, uchodząca do Wisły na terenie Karczewa, dawniej nazywana także Strugą Jagodną, Jagodą, Karczówką, Jabłońską Strugą. Obecnie w całym swoim biegu uregulowana. Płynie na południe i na zachód od Karczewa. Uchodzi przez śluzę w wale przeciwpowodziowym do odnogi Wisły. Koryto ulega zarastaniu przez lilie wodne i trzciny.

## Przebieg
W zależności od przyjętego systemu hydrograficznego jej przebieg może być inaczej opisany. W wykazie hydronimów przygotowanym dla administracji rządowej Jagodzianka i Kanał Bielińskiego są odcinkami jednego cieku, mającymi odrębne nazwy. Granicą między nimi jest oddzielenie się Kanału Warszawickiego. Współrzędne ujścia wskazują Wisłę w Karczewie, natomiast wykaz ten nie wskazuje źródeł cieków. Mapa Podziału Hydrograficznego Polski (MPHP) i państwowy rejestr nazw geograficznych (PRNG) rozróżniają Jagodziankę i Kanał Bielińskiego. Według PRNG Kanał Bielińskiego zaczyna się w Celejowie (Woli Celejowskiej), mając źródła wśród łąk, a bieg kończy w Sobieniach Biskupich, rozwidlając się na Kanał Warszawicki i Jagodziankę. Według MPHP Kanał Bielińskiego (19,75 km długości) zaczyna się oddzielając od rzeki Wilgi we wsi Wilga, ale przy oddzieleniu Jagodzianki (mającej 21,99 km długości), obejmuje Kanał Warszawicki, który jest według tej mapy odcinkiem Kanału Bielińskiego, co oznacza, że uchodzi do Wisły w Kępie Radwankowskiej. Odmienne podejście przyjęte jest w systemie gospodarki wodnej, gdzie ciek łączący Wilgę z Wisłą w Karczewie podzielony jest na dwie jednolite części wód powierzchniowych (jcwp). W planie gospodarowania wodami na obszarze dorzecza Wisły z 2011 jcwp o nazwie „Kanał Bielińskiego (Jagodzianka)” i kodzie PLRW20000255873 (22,9 km długości) zaczyna się oddzieleniem od Wilgi, a kończy na granicy Łukówca i Taboru, w miejscu wpadania Dopływu z Regut. Od tego miejsca zaczyna się jcwp o nazwie „Jagodzianka od Dopływu z Regut do ujścia” i kodzie PLRW200024255899 (13,77 km długości). W planie tym nie zachowano konsekwencji, uznając jcwp PLRW20000255873 za naturalną część wód, ale przydzielając typ 0, czyli nieokreślony, zwykle nadawany kanałom. Jcwp PLRW200024255899 ma typ 24 (mała lub średnia rzeka na obszarze będącym pod wpływem procesów torfotwórczych). Na mapach pojawiają się podpisy w różnej konfiguracji, np. Kanał Bielińskiego (Jagodzianka) lub Jagodzianka (Kanał Bielińskiego) oraz z formą Kanał Bilińskiego.

## Jakość wód
Monitoring jakości wód wykonywany jest dla jednolitych części wód powierzchniowych. Dla odcinka górnego punkt reprezentatywny ustanowiono w pobliżu Łukówca. W 2015 według ówczesnych kryteriów stan makrofitów osiągnął tam drugą, a makrobezkręgowców bentosowych trzecią klasę. Większość parametrów fizykochemicznych mieściła się w pierwszej lub drugiej klasie, natomiast przekroczone były normy stanu dobrego dla fosforu fosforanowego i niektórych parametrów wskazujących na dużą zawartość substancji organicznych, przez co stan ekologiczny sklasyfikowano jako umiarkowany. Spośród badanych w tym samym roku substancji priorytetowych stwierdzono przekroczenie norm dla benzo(g,h,i)perylenu, przez co stan chemiczny wód nie osiągnął stanu dobrego. Dolny odcinek monitorowany jest w pobliżu ujścia do Wisły. Ogólna klasyfikacja poszczególnych elementów jakości była podobna, przy czym przekroczone były również normy stanu dobrego dla azotu. Badania w 2018 dały podobne wyniki, przy czym zbadano również i sklasyfikowano jako słaby stan ryb i bezkręgowców bentosowych w odcinku przyujściowym, co obniżyło klasyfikację stanu ekologicznego. Zbadano również zawartość PBDE w tkankach ryb, i podobnie jak w prawie wszystkich innych pomiarach tego wskaźnika wykonywanych w Europie stwierdzono przekroczenie norm. W 2020 powtórzono badania niektórych substancji priorytetowych. Tym razem poziom benzo(g,h,i)perylenu mieścił się w normie, ale przekroczone były normy innych wielopierścieniowych węglowodorów aromatycznych, niklu i fluorantenu.